# 小独花报春
小独花报春（学名：Omphalogramma minus）为报春花科独花报春属下的一个种。其种加词“minus”意为“较小的”、“较少的”。